# Vulturești (Argeș)
Vulturești è un comune della Romania di 2 892 abitanti, ubicato nel distretto di Argeș, nella regione storica della Muntenia.
Il comune è formato dall'unione di 3 villaggi: Bârzești, Huluba, Vulturești.  Questi villaggi a loro volta sono costituiti da altri piccoli villaggi.
Il comune è stato costituito nel 2003 da una scissione del comune di Hârtiești.
Da visitare è la chiesa ortodossa, eretta su terreno donato da una famiglia locale, i Margescu.  Come vuole la tradizione, i Margescu, essendo i finanziatori, vengono rappresentati nei dipinti nella parete destra rispetto alla chiesa.